# مدينة الأمير محمد
مدينة الأمير محمد للشباب إحدى المدن الرياضية في الأردن تقع في مدينة الزرقاء المدينة الثانية في الأردن بعد العاصمة عمّان من حيث عدد السكان ومع التطور السريع تطورت الحركة الرياضية فقد انتشرت الأندية الرياضية والمراكز الشبابية مما دفع المجلس الأعلى للشباب لإنشاء مدينة الأمير محمد للشباب بعد معاناة لإيجاد الموقع المناسب لإقامة هذه المدينة حيث تم وضع حجر الأساس لها عام 1991 وتم إنشاء بعض الملاعب المكشوفة، وبتوجيه من الملك الحسين تم طرح عطاء مشروع المرحلة الأولى عام 1995، وفي عام 1998 صدرت الإرادة الملكية السامية بتسميتها مدينة الأمير محمد للشباب. تبلغ مساحة المدينة حوالي 172 دونماً، مدير المدينة الرياضية الدكتور سالم الحراحشه.

## مرافق المدينة الرياضية
تتنوع مرافق مدينة الأمير محمد للشباب وتشمل على :-
- ستاد الأمير محمد الذي يتسع ل15 ألف مشجع.
- ملعب تدريب يتسع ل1000 مشجع.
- المسبح الأولومبي.
- ملاعب خماسية
- مسبح تدريبي
- بركة الغطس
- مبنى للإدارة.
- مركز طب رياضي
- مركز إعلامي
- مضمار مشي وجري
- صالة مغلقة متعددة الأغراض.
- ملعب كنعان عزت منجل بالعشب الصناعي ومدرج يتسع لحوالي 200
- بيت الشباب
- مراكز نموذجية للشباب والشابات
- المسرح
- نادي رياضي

## وصلات
- الموقع الرسمي لمدينة الأمير محمد للشباب